# Polygonum spinosum
Polygonum spinosum är en slideväxtart som beskrevs av Hugo Gross. Polygonum spinosum ingår i släktet trampörter, och familjen slideväxter. Inga underarter finns listade i Catalogue of Life.